# アルカナ・ファミリア -La storia della Arcana Famiglia-
『アルカナ・ファミリア -La storia della Arcana Famiglia-』（アルカナ・ファミリア ラ・ストリア・デラ・アルカナ・ファミリア）は、2011年10月27日にCOMFORTから発売されたPlayStation Portable用ゲームソフト。

## 概要
2012年6月21日に第二作（続編）『アルカナ・ファミリア -幽霊船の魔術師-』（アルカナ・ファミリア ヴァスチェロ・ファンタズマのまじゅつし）が発売され、同年12月13日に第三作（番外）『アルカナ・ファミリア -フェスタ・レガーロ!-』が発売された。2013年11月14日に第四作（時間軸では『幽霊船』の次の本編）『アルカナ・ファミリア2』が発売され、2015年12月23日にPlayStation Vita用ゲームソフトで第一作の移植版『アルカナ・ファミリア -La storia della Arcana Famiglia- Ancora』が発売された。
2012年7月から9月までテレビアニメが放送された。2016年に舞台化された。
本作はタロットカードとイタリアンファンタジーをテーマにした恋愛アドベンチャーゲームである。地中海に浮かぶ小さな島を舞台に特殊な力を持つ組織のボスの娘である主人公を中心とした運命と絆を描く。第三作のみ、デフォルメしたキャラクターを多用した、他作とは雰囲気が異なるゲームとなっている。

## ストーリー
アルカナ・ファミリア
レガーロ島でフェリチータが「アルカナ・ファミリア〈神秘の家族〉」の一員となって3か月が経った、組織首領・モンドの誕生日。そのパーティの中でモンドは「アルカナ・デュエロの優勝者にボスの座を渡し、俺の娘のフェリチータと結婚してもらう」と宣言する。アルカナにまつわる真実を知るため、そして想う相手以外との結婚を回避するため、フェリチータはデュエロでの勝利を目指す。
幽霊船の魔術師
「アルカナ・デュエロ」のしばらく後、レガーロ島付近で船乗りたちの間では有名な幽霊船「ヴァスチェロ・ファンタズマ」が目撃されるようになり、島の隅にある入り江に霧が立ち込めるようになった。ジョーリィの指示で警戒を強めていた「アルカナ・ファミリア」の面々だが、1週間後、館は襲撃を受ける。侵入者はフェリチータと同じ年頃の少年・アッシュ。「タロッコはもともと俺の一族のものだ」と言い放ったアッシュは、フェリチータを人質にタロッコを収めた箱を奪って逃走した。奪われたタロッコとフェリチータを追って、大アルカナの面々は幽霊船にたどり着く。そしてフェリチータと大アルカナたちは、タロッコと幽霊船「ヴァスチェロ・ファンタズマ」の関係、幽霊船の存在理由を知る。
フェスタ・レガーロ！
秋の収穫期を迎えたレガーロ島。料理に興味を持ったフェリチータは、メイド達や料理番に料理を教わることにした。そして娘が試作したリモーネパイを食べ損ねたモンドが、幹部を集めていきなり宣言した。「『ごちそう☆でゅえろ』を開催する！」。「ごちそう☆でゅえろ」は、幹部メンバー（フェリチータ、リベルタ、ノヴァ、ルカ、パーチェ、デビト、ダンテ、ジョーリィ）が二人一組となり、モンドやスミレ、各セリエの幹部たちを審査員とした料理対決で、優勝者には「一日パーパの権利」が与えられるというもの。強制参加させられたメンバー達はそれぞれの思惑からその権利を狙って優勝を目指す。

## 登場キャラクター
声はゲーム版・テレビアニメ版のキャスト。演は舞台版のキャストで、特筆がなければエピソード0は除く。

### メインキャラクター
フェリチータ（名前変更可）
声 - 能登麻美子 / 同左
演 - 中田美優（第1作 - 第2作目）、飯田來麗（第3作 - 第4作目）
アルカナ - 第6のカード【リ・アマンティ】恋人たち / 第10のカード【ルオータ・デラ・フォルトゥナ】運命の輪
女性 / 生年月日 - 6月18日 / 星座 - 双子座 / 身長 - 165cm / 血液型 - B型。
本作の主人公。無印の時点で16歳、『2』の時点で17歳。父譲りの赤毛を長く伸ばしてツインテールにまとめている。アルカナ・ファミリアのボスであるモンドの一人娘。愛称は「フェル」。ゲーム中では、驚いたり会話中に頷いたり、戦闘中の気合などでしか声を聞くことはない。コキンメフクロウのフクロータ（声 - 井澤詩織）と仲が良く、いつも一緒にいる。フクロータを留まらせるためか、組織の制服であるスーツの時だけ左腕に服の上から長めの白手袋をしている。
調停を担当する剣のセリエの幹部で、ファミリー内唯一の2つのアルカナ能力使い。生まれた時にはすでに契約しており、その能力を危惧した父・モンドの意向で、母・スミレと従者・ルカと共に長い間組織から隔離された生活を送っていたが、本編開始前にファミリーに加わった。日本出身のスミレに仕込まれたため、篠笛が吹ける。
クールに見えるが、かわいいものが好き、幽霊が苦手など年相応の少女らしい一面も持つ。後ろ腰に吊るした2本のダガーナイフと左の太股に常備している細身の投げナイフの他、たびたび繰り出される蹴りが強力な武器。幼い頃にスミレを助けようとして『運命の輪』の能力を無意識に使い、その代償として3年間の記憶を失っている。なお、スミレ曰くやや特殊な性質の『恋人たち』には気に入られていて、夢の中で接触した際に「『運命の輪』の能力を使う代償を相殺するために、誰かと恋をして自分に力を与えてほしい」と取引を持ちかけられた。なお、無印のあるルートでは『恋人たち』の力を借りずに『運命の輪』を使ったため、これまでの記憶を全て失い生きた屍のような状態となるが、エルモの言葉を受けたジョーリィのアルカナ能力によって元に戻れた。
リベルタ
声 - 福山潤 / 同左、沖佳苗（幼少期）
演 - 大島崚（第1作 - 第3作目）、矢代卓也（第4作目）
アルカナ - はじまりのカード【イル・マット】愚者
男性 / 生年月日 - 5月13日 / 星座 - 牡牛座 / 身長 - 173cm→176cm（『2』） / 血液型 - A型。
外交・情報収集を担当する諜報部に所属している好奇心旺盛で行動力のある少年。無印の時点で18歳、『2』の時点で19歳。女性に対して免疫が無く、恋愛に関しては純情。手先が器用で、身に着けているアクセサリーのほとんどは手作り。
実はモンドと先妻の間に生まれた子供・ヨシュアを父親に持つ。主人公とは叔母と甥に当たる。『幽霊船』で幽霊となった父親と再会したが、髪と瞳の色は父譲りで、はねた癖毛は母譲り。スミレによると『愚者』は「『世界』のカードの血縁者と相性がいい」と語っており、そのため母親の胎内にいた頃に『愚者』に選ばれたらしく、生まれつきアルカナ能力を持っていた。両親が他界した頃は幼かったため、両親（特に母親）の記憶はほとんどないが、後述する施設から救出されたあとはダンテを父親のように慕う。幼少時代を北の国の施設 にて過ごす。施設の人間にアルカナ能力を悪用されそうになったところを最終的に仮面の男（ダンテ）に助けられた。趣味の仮面集めはその男にあこがれているため。
その際の記憶をダンテに封じられているが、幼い頃は過去を思い出す度に能力を暴走させていたという。また、アルカナ能力があまりに強すぎるためモンドによって制限がかけられており、ダンテによる記憶の封印を解除することが制限を解除するカギとなる。本人も過去の記憶が曖昧だという自覚はあるが、能力が不安定であることも自覚しているため、剣技を用いた格闘戦を多用し、めったにアルカナ能力を使わない。
常に帯剣しているカットラスは諜報部に入ったときダンテから与えられたもので、「スペランツァ（希望）」と名付けている。
ノヴァ
声 - 代永翼 / 同左
演 - 大海将一郎（第1作 - 第3作目）、野見山拳太（第4作目）
アルカナ - 第13のカード【ラ・モォルテ】死神
男性 / 生年月日 - 10月25日 / 星座 - 蠍座 / 身長 - 163cm→165cm（『2』） / 血液型 - AB型。
主人公の従弟（モンドの兄の子供）にして、幼馴染および元許婚でもある。無印の時点で15歳、『2』の時点で16歳。酸っぱいものが苦手。ファミリーの館やレガーロ島全体の警備・防衛を担当する聖杯のセリエの幹部としての実力を持つが、周囲から子供扱いされることに反発している。リベルタや主人公と同様、生まれつきアルカナ能力を持っているが、それは彼が胎内にいる間に母親がタロッコと契約し、宿主に彼が選ばれたため。自身と主人公の境遇を比較し、幼い頃は素直に愛情を受ける主人公に羨みの感情を持っていたが、モンドとスミレは彼のことも我が子のようにかわいがっている。リベルタとは相性が悪いせいか、いつも喧嘩が絶えない。また、生真面目な性格のため、部下からからかわれることもある。
身長が低いことを密かに気にしており、背を伸ばすために毎日牛乳を飲んでいる。また、リベルタから「ひよこ豆」とからかわれると激怒する。腰には常にスミレから渡された日本刀を帯びている。そのため異名は「サムライ・ノヴァ」であり、日本刀の扱いを学ぶためか、主人公やスミレが暮らしていた小さな家に週1回は顔を出していたらしい。モンドとスミレを敬愛しており、2人を侮辱する者には容赦がない。隠れた特技はピアノとスミレ仕込みの三味線。
自分を出世の道具としてしか扱わない両親との確執から、アルカナ能力で無意識に両親を深い眠りにつかせてしまった過去を持つ。ノヴァ自身はモンドとスミレを暗殺する計画まで練っていた両親を止めるには、当時これしかできることがなかったから後悔はしていないと公言しているが、心の底では両親を大切に想っており、そのことを現在でも悔やんでいる。『2』ではこの出来事が負の感情を求める『死神』のせいだと判明する。なお、能力の効果は彼が意識を失うと切れてしまうのだが、能力使用後は精神的な疲労に見舞われる。
デビト
声 - 吉野裕行、井澤詩織（幼少期） / 同左、優希（幼少期）
演 - 校條拳太朗（第1作 - 第3作目）、綾切拓也（第4作目）、嶋崎裕道（エピソード0）
アルカナ - 第9のカード【レルミタ】隠者
男性 / 生年月日 - 9月20日 / 星座 - 乙女座 / 身長 - 180cm / 血液型 - O型。
カジノ運営などの流通を担当する金貨のセリエの幹部で、部下に「カポ」と呼ばれている。無印の時点で23歳、『2』の時点で24歳。酒と女とギャンブルが好きな危険な男。独特の美学を持ち、それゆえに部下には慕われている。褐色の肌にオールバックの髪型と右目の眼帯が特徴。二丁の拳銃を持ち歩く。
物心つく前に流行り病で両親を失い、教会に引き取られてルカやパーチェと出会った。能力を得た経緯が経緯なだけに持て余し気味で、ジョーリィへの反抗心は特に強い。眼帯の下はジョーリィが錬金術で生成したアメジストを使った義眼になっており、彼のアルカナ能力を増幅させているが、定期的にチェックが必要。なお義眼の調整を怠ると能力を制御しきれなくなり、長年彼を襲う悪夢が原因の睡眠障害とあいまって頻繁に眠気に見舞われ、起きていられる時間が短くなってくる。義眼のチェックをサボり続け、その上ジョーリィに喧嘩を売って、死角に潜んでいたエルモの弓矢が義眼に刺さった挙句、義眼が外れたためカードの力に飲み込まれかけるが、ルカの機転で新たな義眼（主人公の瞳と同じ色の宝石）を入れられ、不意に鳴った鐘の音をきっかけに元に戻った。
『幽霊船』では、能力を使って組織の裏切り者の粛清を密かに担っていたことが明かされ、過去に囚われているが故に昼夜を問わず自分にしか見えない幽霊や自分にしか聞こえない骸骨の足音に悩まされる。
女好きの色事師という評判は島の大部分に知れ渡っていて、主人公のことを「バンビーナ」と呼び、事あるごとにちょっかいをかけている。
パーチェ
声 - 杉田智和 / 同左、潘めぐみ（幼少期）
演 - 小林涼（第1作 - 第4作目）、村上渉（エピソード0）
アルカナ - 第11のカード【ラ・フォルツァ】力
男性 / 生年月日 - 7月29日 / 星座 - 獅子座 / 身長 - 187cm / 血液型 - B型。
陽気なムードメーカー。監査を担当する棍棒のセリエの幹部と幹部長代理を務める。無印の時点で25歳、『2』の時点で26歳。食欲が第一であり、ラザニアが好物だが、彼は「ラ・ザーニア」と言う。食べ物を求めて無人の厨房に出入りしては食材や置いてある料理を食べていくことから館内で「厨房の幽霊」という噂が立っていたり、巡回の後で島内の飲食店に部下と食事に行ってはツケてくるため、店によっては出入り禁止になっていることもある。
実はレガーロ島の領主の息子で、次期領主と目されるアルベルト（声 - 弦徳）の異母兄。幼い頃にある事情から母・カテリーナと館を出て教会の世話になった。デビトやルカとはその頃からの幼馴染。なお、料理上手だった母は死後幽霊船の乗客になっていたことが『幽霊船』のデビトおよび彼のルートで判明する。
『力』の代償が寿命である事をみんなには隠しており、スミレの見立てによれば30歳までしか生きられないという。
ルカ
声 - 中村悠一 / 同左、森優子（幼少期）
演 - 北村健人（第1作 - 第4作目）、荒一陽（エピソード0）
アルカナ - 第14のカード【ラ・テンペランツァ】節制
男性 / 生年月日 - 12月6日 / 星座 - 射手座 / 身長 - 176cm / 血液型 - 不明。
元々はモンドの秘書を務めていたが、主人公が13年前に『運命の輪』の能力を無意識に使った事件を機に主人公のお世話係としてスミレと共に小さな館で暮らしていた。彼が選ばれたのは、アルカナ能力の特性によるもの で、現在は主人公の護衛兼従者。無印の時点で29歳、『2』では誕生日前のため年齢同じ。趣味は錬金術だが、錬金術の師匠であるジョーリィを苦手にしている。そのジョーリィとは親子だが、親を失い、ファミリーに拾われた人間も多いため、素性を追及されることは基本的になく、それを利用して、事実は基本的に伏せられている。
パーチェとデビトに手伝わせて、薬草を育てて錬金術の材料にしたりハーブティーにしたりしているが、館でやっていた頃にジョーリィに根こそぎ持って行かれたことがあるため、通路に数々の罠を仕掛けた秘密基地を作って、年に1回収穫している。また、裁縫や料理も得意だが、どちらも幼い主人公やスミレのために覚えたもの。
帽子をかぶっているのは、アルカナ能力を使う際に舌を出しているところを隠すため。『幽霊船』で彼のルートを選択した場合、『無印』での一件から主人公との思い出の一部が曖昧になっていることが発覚する。本人は主人公が夢を通して彼の思い出を知り、折々に話してくれれば曖昧な部分も補完されるから問題ないと思っている。
主人公のことを「お嬢様」と呼び、常に従者として付き添っているが、少々過保護過ぎる部分もある。主人公が少女趣味で夢みがちな一面を持つのは彼のせい。また、主人公のナイフの師匠でもある。
ダンテ
声 - 小杉十郎太 / 同左
演 - 吉田宗洋（第2作目）
アルカナ - 第4のカード【リンペラトーレ】皇帝
男性 / 生年月日 - 4月9日 / 星座 - 牡羊座 / 身長 - 199cm / 血液型 - O型。
幹部長で、諜報部のトップ。ファミリー内で最も頼れる人物。無印の時点で38歳、『2』の時点で39歳。リベルタの父親のような存在。明るく豪快な性格で、ダジャレを言うことも多いがすべってばかりいる。口癖は「ダーンテな」。「なーんてな」と自分の名前をかけており、ダジャレの締めなどに使用している。武器はジョーリィに開発してもらったバズーカで、アルカナ能力を物理的な光弾に変換して放つか、振り回して使う。海上警備などで諜報部を引き連れて島を空けていることが多い。
現在はスキンヘッドだが、過去の回想シーンでは普通に頭髪が生えている。その理由は幼いリベルタが会話の中で「髪なんて燃えハゲちゃえ」と言った際に無意識に能力を使ったため。以降は眉も剃り落とし現在の姿になった。髪があった頃、他者との接触が制限されていた主人公に「友達」としてフクロータを渡している。
実はレガーロ島の近隣国・ノルドの出身で、祖国では潜入と強襲に特化した駆け出しの諜報員だった。当時功績を挙げようと仲間がもたらした情報を頼りに祖国では民間伝承として伝わるタロッコを奪うべく海賊を装って潜入するも、モンドによって返り討ちされ、その際偶発的にタロッコと契約した。以降、祖国には偽りの報告を続け、ファミリーの一員として島を守ってきた。
ジョーリィ
声 - 遊佐浩二 / 同左、村中知（幼少期）
演 - 塩口量平（第1作 - 第3作目、エピソード0）、松本祐一（第4作目）
アルカナ - 第18のカード【ラ・ルーナ】月
男性 / 生年月日 - 3月8日 / 星座 - 魚座 / 身長 - 184cm / 血液型 - AB型。
ファミリーの相談役。たいていは黒いサングラスで目元を隠している。年齢不明。幼い頃、旅の途中で空腹のあまり自宅前で行き倒れかけたモンドと出会い、モンドの旅に同行することで孤独な生活から解放された。また、幼い頃は文字が読めなかったが、モンドのおかげで覚えてからは読書にのめり込み、様々な知識を吸収してきた。その理由は本人曰く「モンドの役に立ちたいから」で、現在も子供のような一面を持つ。その過去故にモンドを父親のように思っていて、モンドを救うためにしか自発的に動かない。また、モンドと2人の時は少し態度が変わる。現在のファミリーでは数少ない、ヨシュア（後述）との面識を持つ人物。タロッコの力に抗うため、とある薬を錬金術で生成し服用した結果、肉体の老化が止まっている。そのため自分の年齢を把握できていない。
自分が興味の持てない他者には容赦ない制裁を加えるため、島の人々からは畏怖の対象になっている。実はルカの父だが、家族の愛情を知らない生い立ちだったことから感情の欠落した部分がある。隠れた特技はチェロ。
タロッコが錬金術に関わる物であるため、アルカナ能力を錬金術で解明しようと日々研究している。研究に必要な素材であればルカの研究室へ侵入し無断で持ち出すことすらある。また研究の過程で、極秘裏にノルドの北部に身寄りをなくしたリベルタや他の子供達を収容していた施設を造ったり、幼かったルカ、デビト、パーチェにタロッコと契約させたため、3人の反発心は特に強い。また、モンドの負担を軽くするべく、タロッコを宿させるための器としてホムンクルスのエルモを作り、育てている。エルモに対してもやや態度が変わる。
また、ノヴァが眠らせた彼の両親を起こせる可能性として、当時よりは能力を制御できるようになったノヴァにモンドのアルカナ能力を使ってその力を増幅させ、再度能力を使わせれば目覚めるのでは、という仮説をモンドに報告した。
アッシュ
声 - 岡本信彦
演 - 矢島八雲（第3作目）
アルカナ - 第1のカード【イル・バガット】魔術師
男性 / 生年月日 - 9月5日 / 星座 - 乙女座 / 身長 - 180cm / 血液型 - 不明。
『幽霊船の魔術師』より登場する。単身アルカナ・ファミリアに乗り込んできた少年。『2』の時点で17歳。タロッコを奪って主人公を人質に逃走。錬金術の使い手でもある。タロッコを作った錬金術師の末裔で、タロッコはもともと彼の一族が幽霊船「ヴァスチェロ・ファンタズマ」で守ってきたものらしい。父亡き後一族の役目を継いで、船の主として乗客である死人達が天へ還るのを見届ける。
ヨシュアに唆され、タロッコとの契約儀式を行い、『魔術師』と契約した。かつて飲んだ薬の影響で、鏡や剣の刃など光が反射する物で自分の顔を見ることで白虎に変身する事が出来る。この能力は、変身後一定の時間が経つと人間としての自我を失って暴走する危険を抱えている。虎から人間に戻るためには、人間としての自我が残っているうちに林檎を食べなければならない。
ヨシュアに世話になったが本人にはもう恩を返せないから、彼に近い「アルカナ・ファミリア」に恩を返すという理由で、組織には正式に所属しないまでもレガーロ島に滞在する。ゲーム『2』では正式ファミリーに入り、「相談役補佐」としてジョーリィの下で働いている。

### サブキャラクター
モンド
声 - 立木文彦 / 同左
演 - 升毅（第1作 - 第4作目）
アルカナ - 第21のカード【イル・モォンド】世界
男性 / 生年月日 - 4月1日 / 星座 - 牡羊座 / 身長 - 184cm / 血液型 - 不明。
主人公の父親。無印の時点で58歳、『2』の時点で59歳。アルカナ・ファミリアのボス。妻を亡くした後は新たな相手を探すべくジョーリィやダンテを伴って旅に出て、スミレを見初めた。子供は主人公以外に大アルカナ『正義』と契約していながら出奔した息子・ヨシュアがいるらしく、その息子の子供がリベルタである。
娘の前では常に厳しい態度で接するが、本心では主人公のことを誰よりも可愛く思っていて、館の至るところに娘の像を置いたりする親バカな一面を見せることもある。かつて力の使い方を誤ったことがある。カードの力で他者の能力を増幅させる際は、自身のスティグマータを相手に触らせる。
『世界』のカードはタロッコを統べており、契約者（宿主）のいないカードは彼の精神力を使って最低限の力を維持している。カードの契約者は普段から気力を少しずつカードに奪われ、力の使用に代償を求められるうえ、契約後はカードを引きはがすことも不可能なため、新たな契約者を作らないことで周囲の人間をタロッコから守っている。しかし、『世界』の他に未契約の大アルカナ11枚を引き受けているがゆえに、精神力に限界がくれば昏睡状態に陥るという。
スミレ
声 - 井上喜久子 / 同左
アルカナ - 第20のカード【イル・ジュディツィオ】審判
女性 / 生年月日 - 1月1日 / 星座 - 山羊座 / 身長 - 174cm（ブーツのヒール含む）/ 血液型 - B型。
主人公の母親。ファミリーの占い師。モンドにとっては2人目の妻。無印の時点で36歳、『2』では誕生日前のため年齢同じ。日本人であり、モンドやダンテ、ジョーリィが特殊能力（アルカナ能力）で結ばれた関係であることを見抜くほどの凄腕占い師だった。主人公に篠笛を、ノヴァに三味線を教えた人物でもある。鉄扇を武器とする。趣味は庭いじりで、館では薔薇園を作っている。
長い間占い師としてしか自分の存在を認めてもらえず、諦めの境地で生活していたが、自分を情熱的に口説き続けるモンドに心を打たれ、未来を切り開くことを選ぶ。アルカナ・ファミリアへ嫁いで主人公を産み育てた現在でも、和服風の衣装を着ている。主人公が幼い頃、『審判』のカードに意識を乗っ取られかけ昏睡状態に陥るが、無意識に『運命の輪』の能力を使った主人公に救われた。
エルモ
声 - 福圓美里、井口祐一（成長した姿）
演 - 宮崎翔太（第4作目）
アルカナ - 第16のカード【ラ・トッレ】塔
男性 / 生年月日 - 不明 / 星座 - 不明 / 身長 - 168cm（『2』） / 血液型 - AB型。
ジョーリィが育てている少年のホムンクルス。誕生時からジョーリィによってタロッコと契約しており、ジョーリィが埋め込んだアメジストのおかげで精神力が強化されていて、普通の人間では倒れてもおかしくないほど日常的かつ無自覚に能力を使い続けている。
研究室でジョーリィの与えた本を読み漁りながら暮らしていたが、あることをきっかけに外へ出て以来、主人公に好意を抱く。またジョーリィルートでは、ジョーリィが「『運命の輪』を使った代償に失われた主人公の記憶は、眠っているだけでどこかにある」という仮説を立てるきっかけを作った。『2』では外見が17歳頃に成長している。
ヨシュア
声 - うえだゆうじ
演 - 本川翔太（第3作目）
アルカナ - 第11のカード【ラ・ジュスティツィア】正義
男性 / 生年月日 - 不明 / 星座 - 不明 / 身長 - 不明 / 血液型 - 不明。
『幽霊船の魔術師』に登場する。幽霊船「ヴァスチェロ・ファンタズマ」の乗客。アッシュが生まれる前から船にいる、モノクルをかけている青年の幽霊。その正体はかつて出奔したモンドの息子で、主人公の母親違いの兄にしてリベルタの父。モンドの跡取りであるという理由で親族による徹底した躾を受けて育ち、貴族のような雰囲気を持つ。
リベルタが物心つくかつかないかの頃には既に妻・キアラを亡くしており、リベルタの未来を見守ると彼女に約束していた自身も、幼いリベルタを残して流行病で倒れたらしい。タロッコの契約者だったため、船の乗客である死人のなかで唯一昼間でも姿が見え、会話をすることが出来る。アッシュに息子を重ねており、父親や兄のように接する。
死後も未練を残したため幽霊船にやってきたが、幽霊として長い時間を過ごすうちにその未練が何だったのかを忘れており、船の深部の住人になるのではとアッシュに密かに心配されていた。『正義』のタロッコに反応があったことから、船をレガーロ島へ向けるようアッシュに提案した。その後、アッシュがレガーロ島の館から奪ってきた、自分が宿したタロッコの本体であるカードに触れたことで、宿主から離れられなくなり、逆位置で定着してしまっているカードに自我を乗っ取られかけている。最後はタロッコから切り離されたことで正気を取り戻し、成長したリベルタと再会したことで未練がなくなって昇天した。

## 用語
アルカナ・ファミリア
主人公が所属するイタリアンマフィア。ボスは主人公の父・モンド。ボスであるモンドは「パーパ」、妻のスミレは「マンマ」と呼ばれ慕われている。メンバーの出自は様々だが、血の掟を戒律とし、家名を捨てて組織に尽くす。上層部にはタロッコと契約して特殊能力「アルカナ能力」を得た者がいる。所属人員を諜報部とタロットのスートになぞらえた4つの部署に分け、拠点とするレガーロ島の領主と連携して島内の自治や警備も担当する、自警組織の側面も持つ。また、各部署の幹部はリーダーを除きタロットのドレスカード「キング」、「クイーン」、「ナイト」、「ペイジ」の肩書を持つ。
剣のセリエ
主人公が幹部を務める、調停を担う部署。島内の巡回等も行うが、ストーリー上、新米幹部である主人公はファミリーの仕事を知るため、他部署の任務にも参加することがある。
金貨のセリエ
デビトが幹部を務める、流通を担う部署。島内のカジノの運営も担当している。
聖杯のセリエ
ノヴァが幹部を務める、防衛を担う部署。拠点である館や島内の巡回警備なども担当している。
棍棒のセリエ
パーチェが幹部を務める、監査を担う部署。パーチェ以下食欲旺盛なメンバーが多く、視察、巡回の名目でリストランテやバールへ出入りし、飲食していることも多い。
諜報部
幹部長ダンテが指揮する、外交や情報収集を担う部署。メンバーのほとんどが任務上で島を離れていることも多い。

タロッコ
モンドが若い頃に見つけた物。彼が封印を解き、第21のカード『世界』と契約したことで特殊能力を得て、外敵から島を守れた。一見すると、大アルカナ22枚、小アルカナ78枚が一セットになった普通のタロット。近隣国のノルドでは民間伝承の一つとなっている物だが、錬金術に連なる物であることが判明しているものの謎の残る部分が多いため、錬金術師となったジョーリィによって現在も研究が進められている。研究の過程で、解析できた一部の能力を弱体化してお守りのようなものに宿すことにも成功しているらしい。
カードには個々の意思があり、それぞれにあった者を依代として創造者が定めた何らかの役割を果たす。契約には一般的に血液を用いる。また契約には激しい痛みを伴う。契約者は「カードの宿主」とも呼ばれ、その体のどこかに契約の証であるスティグマータが刻まれている。
作中では、契約者はカードに応じた特殊能力「アルカナ能力」を得るが、その宿主はカードの力を維持するため精神力を日常的に吸われること、1度契約してしまうと死ぬまで破棄できないことが明らかになっている。また、能力の使用に何らかの代償を伴うカードもある。なお、死人となった宿主から離れられない状態になれば、本来のあり様とは逆の姿になる。大アルカナほどの能力は持たない小アルカナは、幹部直属の構成員が契約している。その効果は身体能力の強化程度。
ヴァスチェロ・ファンタズマ号
アッシュが乗る幽霊船。タロッコを創った錬金術師「ウィル・インゲニオースス」が作ったらしく、常に霧に覆われている。タロッコにまつわる出来事で命を落として未練を抱えた魂を乗客とする。幽霊達は昼間は姿が見えないが、日が落ちれば骸骨として実体化する。

## 主題歌

### アルカナ・ファミリア
オープニングテーマ
「Stellina」
作詞 - 稲葉エミ / 作曲・編曲 - 小森茂生 / 歌 - 原田ひとみ

エンディングテーマ
「七つの海」
作詞 - 稲葉エミ / 作曲・編曲 - 田村信二 / 歌 - リベルタ starring 福山潤
「ピリオドの向こう側」
作詞 - こだまさおり / 作曲・編曲 - 渡辺拓也 / 歌 - ノヴァ starring 代永翼
「Amore Bambina!!」
作詞 - 稲葉エミ / 作曲・編曲 - 田村信二 / 歌 - デビト starring 吉野裕行
「dance3〜ハッピーハイテンション〜」
作詞 - 仁科佐規 / 作曲・編曲 - 田辺晋太郎 / 歌 - パーチェ starring 杉田智和
「ひかり」
作詞 - ENA☆ / 作曲・編曲 - 菊谷知樹 / 歌 - ルカ starring 中村悠一
「Resolution」
作詞 - 稲葉エミ / 作曲・編曲 - 田村信二 / 歌 - ダンテ starring 小杉十郎太
「月光」
作詞 - 東川遥 / 作曲・編曲 - YAMOTO / 歌 - ジョーリィ starring 遊佐浩二
エンディングテーマは攻略キャラクターのルート別に異なる。

### 幽霊船の魔術師
オープニングテーマ
「Requ≠iem」
作詞 - 稲葉エミ / 作曲・編曲 - 小森茂生 / 歌 - 原田ひとみ

### フェスタ・レガーロ!
オープニングテーマ
「カモナシエスタ」
歌 - モンド（立木文彦）&スミレ（井上喜久子）

### アルカナ・ファミリア2
オープニングテーマ
「Promessa」
作詞 - 稲葉エミ / 作曲・編曲 - 奈良悠樹 / 歌 - 原田ひとみ

## 関連商品

### 関連CD
| 発売日         | タイトル                                                                            | 規格品番  |
| -------------- | ----------------------------------------------------------------------------------- | --------- |
| 2011年1月28日  | アルカナ・ファミリア ドラマCD Vol.1 ピアチェーレ! ラ・プリマヴェーラ                | HUX-0001  |
| 2011年4月15日  | アルカナ・ファミリア ドラマCD Vol.2 インヴィート! ラ・プリマヴェーラ                | HUX-0002  |
| 2011年5月27日  | アルカナ・ファミリア ドラマCD Vol.3 ダンツァーレ! ラ・プリマヴェーラ                | HUX-0003  |
| 2011年11月21日 | La festa La vita!                                                                   | WFCT-0002 |
| 2012年1月25日  | ドラマCD アルカナ・ファミリア capitolo 1 〜アーレ! ノヴィーツィア! 頑張れ新米幹部〜 | WFCT-0003 |
| 2012年3月28日  | ドラマCD アルカナ・ファミリア capitolo 2 〜ビバ! マンジォーネ! 万歳! 食いしん坊!!〜 | WFCT-0004 |
| 2012年7月25日  | アルカナ・ファミリア キャラクターCD Guida REGALO リベルタ                           | WFCT-0006 |
| 2012年7月25日  | アルカナ・ファミリア キャラクターCD Guida REGALO ノヴァ                             | WFCT-0007 |
| 2012年8月22日  | アルカナ・ファミリア キャラクターCD Guida REGALO デビト                             | WFCT-0008 |
| 2012年8月22日  | アルカナ・ファミリア キャラクターCD Guida REGALO パーチェ                           | WFCT-0009 |
| 2012年8月22日  | アルカナ・ファミリア キャラクターCD Guida REGALO ルカ                               | WFCT-0010 |
| 2012年9月26日  | アルカナ・ファミリア キャラクターCD Guida REGALO ダンテ                             | WFCT-0011 |
| 2012年9月26日  | アルカナ・ファミリア キャラクターCD Guida REGALO ジョーリィ                         | WFCT-0012 |
| 2012年9月28日  | アルカナ・ファミリア フェス・レガCD ラ・ドルチェ・ヴィータ                          | HUX-0008  |
| 2013年4月26日  | アルカナ・ファミリア ドラマCD Il dolce Regalo vol.1                                 | HUX-0011  |
| 2013年5月31日  | アルカナ・ファミリア ドラマCD Il dolce Regalo vol.2                                 | HUX-0012  |
| 2013年6月26日  | アルカナ・ファミリア キャラクターCD Guida REGALO アッシュ                           | FFCT-0031 |
| 2013年7月26日  | ドラマCD アルカナ・ファミリア assortito 1                                           | FFCT-0029 |
| 2013年8月28日  | ドラマCD アルカナ・ファミリア assortito 2                                           | FFCT-0030 |
| 2016年2月24日  | キャラクターCD アルカナ・ファミリア -La Vita Ferice- epilogo1                       | HUX-0017  |
| 2016年2月24日  | キャラクターCD アルカナ・ファミリア -La Vita Ferice- epilogo2                       | HUX-0018  |
| 2016年2月24日  | キャラクターCD アルカナ・ファミリア -La Vita Ferice- epilogo3                       | HUX-0019  |
| 2016年2月24日  | キャラクターCD アルカナ・ファミリア -La Vita Ferice- epilogo4                       | HUX-0020  |

### 書籍
| 発売日         | 種類         | タイトル                                                                                                | ISBN       |
| -------------- | ------------ | --- | ---------- |
| 2011年12月20日 | ファンブック | アルカナ・ファミリア公式ビジュアルファンブック 〜La storia della Arcana Famiglia Il Libro del Visuale〜 | 4048861174 |
| 2012年1月21日  | 文庫         | アルカナ・ファミリア〜ラ・プリマヴェーラ〜 ミニドラマCD付 限定版                                        | 4861345340 |
| 2012年1月21日  | 文庫         | アルカナ・ファミリア〜ラ・プリマヴェーラ〜                                                              | 4861345332 |
| 2012年4月25日  | 文庫         | アルカナ・ファミリア―運命を廻す少女 ミニドラマCD付 限定版                                               | 4861345553 |
| 2012年4月25日  | 文庫         | アルカナ・ファミリア―運命を廻す少女                                                                     | 4861345545 |
| 2012年6月22日  | コミック     | アルカナ・ファミリアAmore Mangiare Cantare! (1)                                                         | 4048867180 |
| 2012年7月21日  | コミック     | アルカナ・ファミリアコミックアンソロジーCiao                                                            | 4048868411 |
| 2012年7月31日  | 文庫         | アルカナ・ファミリア 見えない心 ミニドラマCD付 限定版                                                   | 4861345693 |
| 2012年7月31日  | 文庫         | アルカナ・ファミリア 見えない心                                                                         | 4861345685 |
| 2012年8月22日  | コミック     | アルカナ・ファミリアコミックアンソロジーAmore                                                           | 404886842X |
| 2012年9月28日  | ファンブック | アルカナ・ファミリア 幽霊船の魔術師 公式ビジュアルファンブック                                          | 4048910884 |
| 2012年10月27日 | 文庫         | アルカナ・ファミリア〜恋人たちと運命の輪〜 ミニドラマCD付 限定版                                        | 4861345871 |
| 2012年10月27日 | 文庫         | アルカナ・ファミリア〜恋人たちと運命の輪〜                                                              | 4861345863 |
| 2013年2月22日  | コミック     | アルカナ・ファミリアAmore Mangiare Cantare! (2)                                                         | 404891295X |
| 2013年11月22日 | コミック     | アルカナ・ファミリアAmore Mangiare Cantare! (3)                                                         | 4048919563 |
| 2014年6月20日  | コミック     | アルカナ・ファミリアAmore Mangiare Cantare! (4)                                                         | 4048666592 |
| 2014年2月28日  | ファンブック | アルカナ・ファミリア2公式ビジュアルファンブック                                                         | 4048663690 |

## モバイルゲーム
2012年11月16日にMobageでソーシャルゲームのカードゲーム『アルカナ・ファミリア コレツィオーネ』が配信開始された。当初はフィーチャーフォン用のアプリであったが、2012年11月30日にスマートフォンに対応した。このスマートフォン用では2013年8月28日にボイスが追加されている。2015年3月20日をもってサービスが終了した。
2016年3月18日にネイティブアプリの恋愛アドベンチャーゲーム『アルカナ・ファミリア コレツィオーネ! Piccola Amore』が楽天アプリ市場にてAndroid用に配信開始された。2016年3月28日に同ゲームのiOS用がApp Storeにて配信開始された。

### 登場キャラクター（モバイルゲーム）
ゲーム版に登場したキャラクターについては上記を参照。
カンナ
本作の主人公。名前は変更可能。噂を便りにレガーロ島へ来た少女。
ダーニロ
声 - 前田聡馬
リストランテの店員で、明るく爽やかな性格の青年。
ファツィオ
声 - 阿部大樹
バールの店員で、常に冷静で穏やかな性格の青年。
オノフリオ
声 - 石田大祐
無類の猫好きで、べティの飼い主である青年。
オリヴァー
声 - 手塚ヒロミチ
花売りをしており、女性にナンパしている男性。

### 関連商品

#### CD
| 発売日         | タイトル                                                                         | 規格品番 |
| -------------- | -------------------------------------------------------------------------------- | -------- |
| 2014年05月30日 | アルカナ・ファミリア コレツィオーネ オリジナルドラマCD みんなモバカナ ドラマ劇場 | HUX-0013 |

## テレビアニメ
2012年7月から9月まで、tvk、サンテレビ、テレ玉、チバテレ、アニマックスにて放送された。リベルタとノヴァを中心としたストーリー展開で、主人公との三角関係も描かれている。なお、2013年3月27日発売のスペシャルディスク『La prima festa』にて、テレビ未放送のOVAが収録された。

### スタッフ
- 原作 - HuneX
- キャラクター原案 - さらちよみ
- 監督 - 今千秋
- シリーズ構成 - 赤星政尚
- キャラクターデザイン - 松浦麻衣
- プロップデザイン - 高瀬健一
- 美術監督 - 米田隆裕
- 色彩設計 - 船橋美香
- 撮影監督 - 堀野大輔
- 編集 - 西山茂
- 音響監督 - 本山哲
- 音楽 - 三澤康広
- プロデューサー - 野村美加、大森啓幸、山崎史紀、本間隆紀、金庭こず恵
- アニメーション制作プロデューサー - 大橋正夫
- アニメーション制作 - J.C.STAFF
- 製作 - 「アルカナ・ファミリア」製作委員会

### 主題歌（アニメ）
オープニングテーマ「Magenta Another Sky」
作詞 - 稲葉エミ / 作曲・編曲 - yamazo / 歌 - 原田ひとみ
第12話では劇中歌（実質エンディングテーマ扱い）として使用された。
エンディングテーマ「Pieces of Treasure」
作詞 - 稲葉エミ / 作曲・編曲 - ヒゲドライバー / 歌 - リベルタ（福山潤）&ノヴァ（代永翼）
第12話では劇中歌として使用された。
劇中歌「海の男の歌」（第2話）
作詞 - IKA / 作曲 - 杉森雅和

### 各話リスト
サブタイトルはOP開始時に飾り文字で表示される。テレビ番組表およびアニメイトTVでは日本語で表記されている。
| 話数     | サブタイトル                                                        | 脚本       | コンテ          | 演出       | 作画監督                                                 | 総作画監督      |
| -------- | ------------------------------------------------------------------- | ---------- | --------------- | ---------- | -------------------------------------------------------- | --------------- |
| #Uno     | La notte del compleanno （誕生日の夜）                              | 赤星政尚   | 今千秋          | 今千秋     | 松浦麻衣                                                 | -               |
| #Due     | Il Comandante della Squadra Protezione Animali （動物愛護警備隊長） | 赤星政尚   | 二瓶勇一        | 高島大輔   | 中山由美                                                 | 落合瞳          |
| #Tre     | Piccolino （ピッコリーノ）                                          | 伊神貴世   | 鈴木健太郎      | 鈴木健太郎 | 吉田優子、高澤美佳                                       | 松浦麻衣        |
| #Quattro | Confessioni di una maschera （仮面の告白）                          | 伊藤美智子 | 古川知宏        | 北川正人   | 前田学史、山本佐和子                                     | 落合瞳          |
| #Cinque  | Amici d'infanzia （おさななじみ）                                   | 伊藤美智子 | 鈴木洋平        | 鈴木洋平   | 亀谷響子、中山由美 小松原聖                              | 松浦麻衣        |
| #Sei     | A bordo! - La battaglia finale （船上決戦!）                        | 赤星政尚   | 福田道生        | 奥野浩行   | しんごーやすし、大庭小枝                                 | 落合瞳 松浦麻衣 |
| #Sette   | Rispettivi segreti （それぞれの秘密）                               | 伊神貴世   | 田所修          | 橋本敏一   | 高澤美佳、下川寿士 吉田優子、冨田収子                    | 松浦麻衣        |
| #Otto    | La luna nel buio （闇の中の月）                                     | 伊藤美智子 | 今千秋          | 藤本次郎   | 本多みゆき、川島尚 山本佐和子、岡崎洋美                  | 落合瞳          |
| #Nove    | La ruota della fortuna （運命の輪）                                 | 赤星政尚   | 田所修          | 石田暢     | 中山由美                                                 | 松浦麻衣        |
| #Dieci   | Arcana Famiglia （アルカナ・ファミリア）                            | 赤星政尚   | 今千秋 鈴木洋平 | 鈴木洋平   | 秋山由樹子、清水勝祐 小野和寛、山本佐和子                | 落合瞳          |
| #Undici  | Arcano triangolo （アルカナ・トリアンゴロ）                         | 伊藤美智子 | 小滝礼          | 北川正人   | 井口真理子、吉田優子 下川寿士、松下郁子 高澤美佳         | 松浦麻衣        |
| #Dodici  | Arcano duello （アルカナ・デュエロ）                                | 赤星政尚   | 今千秋          | 橋本敏一   | 中山由美、清水勝祐 高澤美佳、下川寿士 石井哲哉、松浦麻衣 | 松浦麻衣        |

### 放送局
| 放送地域 | 放送局       | 放送期間               | 放送日時                     | 放送系列            | 備考                                                                                      |
| -------- | ------------ | ---------------------- | ---------------------------- | ------------------- | ----------------------------------------------------------------------------------------- |
| 神奈川県 | tvk          | 2012年7月1日 - 9月16日 | 日曜 23:30 - 月曜 0:00       | 独立局              |                                                                                           |
| 埼玉県   | テレ玉       | 2012年7月4日 - 9月19日 | 水曜 23:30 - 木曜 0:00       | 独立局              |                                                                                           |
| 日本全域 | アニマックス | 2012年7月5日 - 9月20日 | 木曜 22:00 - 22:30           | アニメ専門BS/CS放送 | リピート放送あり                                                                          |
| 兵庫県   | サンテレビ   | 2012年7月6日 - 9月21日 | 金曜 0:35 - 1:05（木曜深夜） | 独立局              |                                                                                           |
| 千葉県   | チバテレビ   | 2012年7月7日 - 9月22日 | 土曜 0:00 - 0:30（金曜深夜） | 独立局              |                                                                                           |
| 日本全域 | アニマックス | 2012年7月7日 - 9月22日 | 土曜 22:00 - 22:30           | アニメ専門BS/CS放送 | 無料放送                                                                                  |
| 韓国全域 | ANIPLUS      | 2012年7月9日 - 9月17日 | 月曜 23:00 - 23:30           | CS放送 ネット配信   | リピート放送あり 韓国語字幕あり 7月9日は#Unoと#Dueの連続放送 （ - 火曜 0:00〈月曜深夜〉） |
| 日本全域 | AT-X         | 2015年4月21日 -        | 火曜 20:00 - 20:30           | アニメ専門CS放送    | リピート放送あり                                                                          |

アニマックスでは2012年7月よりノンスクランブル放送を行う新作アニメ無料放送枠が新設され、本作と『TARI TARI』がその枠で放送される第1弾作品となった。無料放送は、BS（スカパー!e2）、スカパー!、スカパー!HD、スカパー!光にて実施された。
| 放送地域 | 放送局             | 放送期間               | 放送日時                   | 放送系列   | 備考                |
| -------- | ------------------ | ---------------------- | -------------------------- | ---------- | ------------------- |
| 日本全域 | アニメイトTV       | 2012年7月7日 - 9月22日 | 土曜 23:00 更新            | ネット配信 | 最新話1週間無料配信 |
| 日本全域 | ニコニコチャンネル | 2012年7月8日 - 9月23日 | 日曜 0:30 更新（土曜深夜） | ネット配信 | 最新話1週間無料配信 |

### 関連商品

#### Blu-ray / DVD
| 巻数               | 発売日         | 収録話           | 規格品番  | 規格品番  | 規格品番  |
| 巻数               | 発売日         | 収録話           | Blu-ray   | DVD初回版 | DVD通常版 |
| ------------------ | -------------- | ---------------- | --------- | --------- | --------- |
| 1                  | 2012年9月26日  | Uno - Due        | WFXT-0001 | WFBT-0001 | WFBT-0008 |
| 2                  | 2012年10月24日 | Tre - Quattro    | WFXT-0002 | WFBT-0002 | WFBT-0009 |
| 3                  | 2012年11月28日 | Cinque - Sei     | WFXT-0003 | WFBT-0003 | WFBT-0010 |
| 4                  | 2012年12月26日 | Sette - Otto     | WFXT-0004 | WFBT-0004 | WFBT-0011 |
| 5                  | 2013年1月30日  | Nove - Dieci     | WFXT-0005 | WFBT-0005 | WFBT-0012 |
| 6                  | 2013年2月27日  | Undici - Dodici  | WFXT-0006 | WFBT-0006 | WFBT-0013 |
| スペシャルディスク | 2013年3月27日  | 未放送エピソード | WFXT-0007 | WFBT-0007 | WFBT-0014 |

#### CD
| 発売日       | タイトル           | 規格品番  |
| ------------ | ------------------ | --------- |
| 2012年9月5日 | Pieces of Treasure | WFCT-0013 |

## Webラジオ
2012年5月18日から12月21日まで、アニメイトTVにて『ファミリア・バール』のタイトルで放送された。隔週金曜日更新。5月18日、6月15日にスペシャル回（Speciale 1、Speciale 2）が配信された。
パーソナリティ
- 第1シーズン（5月18日、6月15日、7月6日、7月20日、8月3日）
  - 吉野裕行（デビト 役）、杉田智和（パーチェ 役）、中村悠一（ルカ 役）

- 第2シーズン（8月17日、8月31日、9月14日、9月28日、10月12日）
  - 能登麻美子（フェリチータ 役）、小杉十郎太（ダンテ 役）、遊佐浩二（ジョーリィ 役）

- 第3シーズン（10月26日、11月9日、11月23日、12月7日、12月21日）
  - 福山潤（リベルタ 役）、代永翼（ノヴァ 役）

## 舞台

### 上演記録
舞台 アルカナ・ファミリア Valentino
- 2016年1月20日 - 27日、あうるすぽっと

舞台 アルカナ・ファミリア2 -23枚目のタロッコ-
- 2016年9月7日 - 11日、シアターサンモール
- 舞台オリジナルキャラクターとしてスピナー（演 - 武内恭彦）が登場。

舞台 アルカナ・ファミリア 幽霊船の秘密
- 2017年9月16日 - 24日、シアターサンモール

舞台 アルカナ・ファミリア アルカナ・デュエロ
- 2018年8月18日 - 26日、シアターサンモール

舞台 アルカナ・ファミリア エピソード0 希望の花
- 2017年3月1日 - 5日、CBGKシブゲキ!!
- 上記の４エピソードの前日譚。
- 舞台オリジナルキャラクターとしてデビトの妹・ステラ（演 - 倉持聖菜）が登場。

### スタッフ（舞台）
- 脚本 - 石橋大樹
- 演出 - 八十島美也子
- 音楽 - 印南俊太郎